# Episodi di The Boondocks (quarta stagione)
La quarta stagione della serie animata The Boondocks, composta da 10 episodi, è stata trasmessa negli Stati Uniti, da Adult Swim, dal 21 aprile al 23 giugno 2014.
In Italia la stagione è inedita.
| n° | Titolo originale                     | Prima TV USA   |
| -- | ------------------------------------ | -------------- |
| 1  | Pretty Boy Flizzy                    | 21 aprile 2014 |
| 2  | Good Times                           | 28 aprile 2014 |
| 3  | Breaking Granddad                    | 5 maggio 2014  |
| 4  | Early Bird Special                   | 12 maggio 2014 |
| 5  | Freedom Ride or Die                  | 19 maggio 2014 |
| 6  | Granddad Dates a Kardashian          | 26 maggio 2014 |
| 7  | Freedomland                          | 2 giugno 2014  |
| 8  | I Dream of Siri                      | 9 giugno 2014  |
| 9  | Stinkmeaner: Begun the Clone War Has | 16 giugno 2014 |
| 10 | The New Black                        | 23 giugno 2014 |

## Pretty Boy Flizzy
- Titolo originale: Pretty Boy Flizzy
- Diretto da: Hea Young Jung
- Scritto da: Angela Nissel

### Trama
Il cantante R&B Pretty Boy Flizzy viene arrestato per rapina a mano armata e mentre si trova nella città di Woodcrest, il procuratore distrettuale Tom DuBois accetta di essere il suo avvocato in cambio di consigli per aiutarlo nel suo matrimonio con Sarah.
- Guest star: Michael B. Jordan (Pretty Boy Flizzy).
- Ascolti USA: telespettatori 2.991.000 – rating/share 18-49 anni.[1]

## Good Times
- Titolo originale: Good Times
- Diretto da: Dae Woo Lee
- Scritto da: Rodney Barnes e Angela Nissel

### Trama
Le vite dei Freeman vengono paragonate alla sitcom Good Times, dopo che Robert ha perso tutti i suoi soldi e sono poveri. Nonostante Ed Wuncler Jr. lo stesse apparentemente aiutando, gli eventi portano Robert a indebitarsi ulteriormente e presto i Freeman fanno parte di un programma di schiavitù.
- Guest star: Eddie Griffin (se stesso).
- Ascolti USA: telespettatori 2.277.000 – rating/share 18-49 anni.[2]

## Breaking Granddad
- Titolo originale: Breaking Granddad
- Diretto da: Dae Woo Lee
- Scritto da: Rodney Barnes e Angela Nissel

### Trama
Come parodia della serie televisiva Breaking Bad, Robert vende un materiale esplosivo che Huey ha creato con sostanze chimiche pericolose. Ciò fa sì che i Freeman si trovino in fuga dal proprietario di un salone del mercato nero, Boss Willona.
- Guest star: Jenifer Lewis (Boss Willona).
- Ascolti USA: telespettatori 2.198.000 – rating/share 18-49 anni.[3]

## Early Bird Special
- Titolo originale: Early Bird Special
- Diretto da: Hea Young Jung
- Scritto da: Angela Nissel

### Trama
Nei suoi tentativi falliti di recuperare i soldi persi, Robert diventa una prostituta per donne sole in una casa di cura per merito di due violente magnacce.
- Guest star: Jenifer Lewis (Geraldine).
- Ascolti USA: telespettatori 2.199.000 – rating/share 18-49 anni.[4]

## Freedom Ride or Die
- Titolo originale: Freedom Ride or Die
- Diretto da: Kwang Il Han
- Scritto da: Rodney Barnes

### Trama
Durante il movimento per i diritti civili, un giovane Robert Freeman viene trattenuto come un riluttante Freedom Rider in un viaggio attraverso il sud razzista con un gruppo di altri attivisti guidati da Sturdy Harris.
- Guest star: Dennis Haysbert (Sturdy Harris), Rob Paulsen.
- Ascolti USA: telespettatori 1.936.000 – rating/share 18-49 anni.[5]

## Granddad Dates a Kardashian
- Titolo originale: Granddad Dates a Kardashian
- Diretto da: Kwang Il Han
- Scritto da: Angela Nissel

### Trama
Robert inizia ad uscire con una sorella Kardashian scomparsa da tempo di nome Kardashia, finendo in un reality show. Successivamente, Huey scopre che le natiche di Kardashia stanno diventando più grandi a causa delle protesi, che esplodono durante un appuntamento. Kardashia in seguito muore nel suo letto d'ospedale dopo che viene rivelato che non fa parte della famiglia Kardashian.
Ascolti USA: telespettatori 1.961.000 – rating/share 18-49 anni.

## Freedomland
- Titolo originale: Freedomland
- Diretto da: Dae Woo Lee
- Scritto da: Rodney Barnes

### Trama
I Freeman finiscono di saldare il debito di Robert a Freedomland, il parco divertimenti centro di schiavitù di Ed Wuncler Jr.. Più tardi, Huey decide di radunare tutte le altre persone indebitate e costrette a lavorare a Freedomland per ribellarsi e riconquistare la libertà.
Ascolti USA: telespettatori 1.902.000 – rating/share 18-49 anni.

## I Dream of Siri
- Titolo originale: I Dream of Siri
- Diretto da: Hea Young Jung
- Scritto da: Angela Nissel

### Trama
Robert acquista un iPhone con l'obiettivo di utilizzare l'assistente vocale Siri. Tuttavia, Siri si rivela essere psicotica e ossessionata da Robert, procedendo a rovinargli la vita quando cerca di sbarazzarsi di lei per un telefono Android. Siri hackera il telefono, costringendolo a sposarla.
Ascolti USA: telespettatori 1.915.000 – rating/share 18-49 anni.

## Stinkmeaner: Begun the Clone War Has
- Titolo originale: Stinkmeaner: Begun the Clone War Has
- Diretto da: Kwang Il Han
- Scritto da: Angela Nissel

### Trama
Un clone del Colonnello H. Stinkmeaner diventa una celebrità dopo che un video della sua lotta contro il nonno diventa virale. Per l'odio, il nonno diventa cieco, iniziando a comportarsi proprio come Stinkmeaner.
- Guest star: Edward Asner (Ed Wuncler).
- Ascolti USA: telespettatori 1.937.000 – rating/share 18-49 anni.[9]

## The New Black
- Titolo originale: The New Black
- Diretto da: Dae Woo Lee
- Scritto da: Rodney Barnes

### Trama
A scuola, Riley viene nuovamente preso di mira per aver utilizzato i termini "gay" e "ritardato" in modo offensivo, il che pone la famiglia Freeman in un'alleanza con il Rev. Rollo Goodlove.
- Guest star: Tommy Lister (Filbert Slowlove).
- Ascolti USA: telespettatori 1.822.000 – rating/share 18-49 anni.[10]